# 変革のためのペルー国民
変革のためのペルー国民（へんかくのためのペルーこくみん、スペイン語:  Peruanos Por el Kambio）は、ペルーの中道右派政党。元首相のペドロ・パブロ・クチンスキによって2014年に政党連合「大変革連合」の後継勢力として結成された。

## 概要
経済学者でアレハンドロ・トレド政権期の2005年から2006年にかけて首相を務めたペドロ・パブロ・クチンスキが2014年に結成した保守主義、中道右派政党。規制緩和や自由競争等の新自由主義政策を掲げ、富裕層や財界、国際金融資本の支持を集めた。
2016年にクチンスキが大統領に就任すると少数与党として、多数野党の人民勢力党と対峙した。共和国議会（国会）での議席数はわずか18で、その議員団も各派閥に分裂していた。2018年には党首のクチンスキが、ブラジル建設大手オデブレヒトからの収賄疑惑（オペレーション・カー・ウォッシュ）により大統領を辞任。後継のマルティン・ビスカラ政権でも与党に留まったが、党執行部と国会議員団とのあいだで政策や政権運営をめぐり対立が激化。同年の統一地方選挙が思わしくない結果に終わったこともあり、またクチンスキの党首辞任も重なって、2019年3月に党の全国執行委員会は新党コンティーゴの設立を表明し、事実上、党を解散した。